# Brezovica (Mariánc)
Brezovica falu Horvátországban, Eszék-Baranya megyében. Közigazgatásilag Mariánchoz tartozik.

## Fekvése
Eszéktől légvonalban 35, közúton 43 km-re északnyugatra, községközpontjától 3 km-re délnyugatra, a Szlavóniai-síkságon, a Mariáncról Magadenovacra menő út mentén fekszik.

## Története
A 19. század elején mezőgazdasági majorként keletkezett Kunisince és Šljivoševci között. A század végén a környező földek megművelésére dél-magyarországi magyarokat telepítettek ide. 1880-ban 31, 1910-ben 76 lakosa volt. Verőce vármegye Alsómiholjáci járásához tartozott. Az 1910-es népszámlálás adatai szerint lakosságának 52%-a horvát, 47%-a magyar, 1%-a német anyanyelvű volt. Az első világháború után 1918-ban az új szerb-horvát-szlovén állam, majd később (1929-ben) Jugoszlávia része lett. Az első világháborút követő földreform során az ország különböző részeiről új telepesek érkeztek. A második világháború idején a maradék magyar lakosságot is elüldözték, helyükre a háború után főként szerbek települtek. 1991-ben lakosságának 71%-a szerb, 29%-a horvát nemzetiségű volt. 2011-ben a falunak 53 lakosa volt.

## Lakossága
| Lakosság változása | Lakosság változása | Lakosság változása | Lakosság változása | Lakosság változása | Lakosság változása | Lakosság változása | Lakosság változása | Lakosság változása | Lakosság változása | Lakosság változása | Lakosság változása | Lakosság változása | Lakosság változása | Lakosság változása | Lakosság változása |
| ------------------ | ------------------ | ------------------ | ------------------ | ------------------ | ------------------ | ------------------ | ------------------ | ------------------ | ------------------ | ------------------ | ------------------ | ------------------ | ------------------ | ------------------ | ------------------ |
| 1857               | 1869               | 1880               | 1890               | 1900               | 1910               | 1921               | 1931               | 1948               | 1953               | 1961               | 1971               | 1981               | 1991               | 2001               | 2011               |
| 0                  | 0                  | 31                 | 2                  | 57                 | 76                 | 77                 | 131                | 194                | 206                | 201                | 175                | 144                | 105                | 78                 | 53                 |